# Hentziectypus florendidus
Hentziectypus florendidus là một loài nhện trong họ Theridiidae.
Loài này thuộc chi Hentziectypus. Hentziectypus florendidus được Herbert Walter Levi miêu tả năm 1959.